# Fenoterol
El fenoterol es un tipo de medicamento del tipo agonista beta adrenérgico, indicado para el manejo del asma por su capacidad para abrir las vías respiratorias hacia los pulmones.

## Efectos secundarios
El fenoterol fue un beta-agonista de acción corta utilizado ampliamente en Nueva Zelanda a principios de 1990 pero retirada del mercado debido a su asociación con un exceso en el número de muertes de personas que tomaban el medicamento.
Estas muertes se debieron fundamentalmente a sus efectos adicionales sobre los receptores β1 que conducen a efectos adversos cardiovasculares, en particular disrritmia e hipoxia cardíaca. El fenoterol aumenta el riesgo de muerte debido a que normalmente se utiliza en dosis excesivamente grandes para los ataques de asma severos en ausencia de asistencia médica. Se conocían casos de pacientes que habían utilizado hasta 80 inhalaciones antes de buscar atención médica.
En el uso obstétrico se ha observado que el fenoterol puede producir hipotensión y taquicardia refleja, materna y fetal, así como mareos, náuseas y temblores. El fenoterol suele elevar la glicemia por lo que hay que usarlos con precaución en pacientes con diabetes.

## Parto pretérmino
Las pacientes que ingresan con trabajo de parto prematuro suelen ser tratadas con tocolíticos, es decir, inhibidores de la contracción del útero y mientras no se conozca la causa, se ha indicado al fenoterol por su acción directa en la relajación del miometrio. Pero, si se pudiera identificar la etiología, probablemente se podría indicar tratamiento específico.